# هانس راینمایر
هانس راینمایر (آلمانی: Hannes Reinmayr؛ زادهٔ ۲۳ اوت ۱۹۶۹) یک بازیکن فوتبال اهل اتریش است.
وی همچنین در تیم ملی فوتبال اتریش بازی کرده‌است.